# Подводные лодки типа «Дольфин»
Подводные лодки типа «Дольфин» (тип 800) — серия израильских дизель-электрических подводных лодок, разработанных и построенных в Германии на базе типа 212. Всего с 1992 по 2022 год построено шесть кораблей, по состоянию на апрель 2025 года пять из них находятся в строю, последний — проходит испытания.

## История проектирования и строительства
В апреле 1991 года был заключён контракт с фирмами HDW и TNSW на строительство лодок. Работы начались в октябре 1994 года. Находятся на вооружении ВМС Израиля. ПЛ базируются в г. Хайфе. Подводные лодки «Дольфин» имеют три палубы, нижняя используется для аккумуляторов. В центральной части средней палубы расположен отсек управления. Лодки типа «Дольфин» имеют шлюзовой отсек для выхода боевых пловцов. Торпедные аппараты снабжены гидромеханическими катапультными устройствами для принудительного выброса ПКР «Саб-Гарпун» и мин, (торпеды выходят из ТА самоходом). В носовой части верхней палубы находятся 3 кубрика и 3 каюты. Подлодки оснащаются бортовыми компьютерами и централизованной системой сигнального оповещения и управления.
Подводные лодки типа «Дольфин» являются самыми дорогими боевыми системами в составе вооруженных сил Израиля и оцениваются в более чем 700 миллионов долларов каждая.
Ввод в строй современных подлодок класса «Долфин», оснащённых крылатыми ракетами, которые, предположительно, способны нести ядерные боеголовки, существенно увеличивает стратегический потенциал израильского государства и значительно расширяет оперативные возможности ВМС Израиля, закрепляя его превосходство над военно-морскими силами исламских государств Ближнего и Среднего Востока.
Они предположительно могут обеспечить и доктрину гарантированного возмездия в случае нападения на Израиль с использованием оружия массового поражения.

## Вооружение
- Поисковая РЛС (поверхность) — «Эльта», I-band
- Интегрированная система управления огнём и датчиками — STN/Atlas Electronik ISUS 90-1 TCS
- Система электронной разведки — Timnex 4CH(V)2 фирмы «Эльбит»
- Сонар — Atlas Electronik CSU 90, встроенный в корпус, пассивный/активный, низкочастотный, поиска и атаки; Atlas Electronik PRS-3, пассивный, дальномер (ranging); бортовые антенны FAS-3, пассивный, поиск; система анализа собственных шумов
- Перископы — 2, фирмы Kollmorgen (поиска и атаки)
- При дальности автономного плавания 8 000 миль, они оснащены крылатыми ракетами израильского производства, радиус полёта которых равен 950 милям (около 1500 км)[7]. По данным «Милитри текнолоджи», эти ракеты могут снаряжаться и ядерными боеголовками.[8][9]

## Представители
| Название  | Место постройки              | Закладка | Спуск на воду | Ввод в строй | Текущий статус     |
| --------- | ---------------------------- | -------- | ------------- | ------------ | ------------------ |
| Dolphin   | Nordseewerke                 | 1992     | 1996          | 1999         | в строю            |
| Leviathan | Nordseewerke                 | 1993     | 1997          | 1999         | в строю            |
| Tekumah   | Nordseewerke                 | 1994     | 1998          | 2000         | в строю            |
| Tanin     | Howaldtswerke-Deutsche Werft | 2007     | 2012          | 2014         | в строю            |
| Rahav     | Howaldtswerke-Deutsche Werft | 2008     | 2013          | 2016         | в строю            |
| Drakon    | Howaldtswerke-Deutsche Werft | 2012     | 2023          | 2022 (план)  | Проходит испытания |

## На вооружении

Силуэт варианта Дольфин II.

- ВМС Израиля — 5 ДЭПЛ класса «Дольфин» («Дольфин», «Левиафан»,"Текума", «Таннин» и «Рахав») уже на боевой службе, по состоянию на январь 2016 года.[17]

Четвёртая и пятая ДЭПЛ длиннее предшественниц на 10 м за счёт комплектации воздухонезависимой силовой установкой.
Две первые подлодки были переданы ФРГ Израилю бесплатно в качестве возврата исторического долга за Холокост. Затраты на строительство третьей ДЭПЛ были поделены между Германией и Израилем в равных частях. Согласно подписанному в середине 2006 года контракту общей стоимостью $1,4 млрд, Израиль финансирует две трети стоимости постройки четвёртой и пятой ДЭПЛ, треть оплачивает Германия. В конце декабря 2011 года был подписан контракт на поставку шестой ДЭПЛ класса «Дольфин».
В феврале 2012 года немецкое судостроительное предприятие HDW (Howaldtswerke-Deutsche Werft) спустило на воду четвертую подводную лодку типа «Дольфин».
По данным на 25.02.2014 г. две подлодки, строительство которых завершается на верфях Германии, будут приняты в боевой состав ВМС Израиля во второй половине 2014 года. Обе субмарины оснащены более мощными системами вооружения и обладают большими сроками автономности, чем лодки предыдущей серии. Кроме того, новые подлодки имеют системы ПВО и ПРО для защиты от вражеских ракет в момент нахождения в гавани.
Подводная лодка «Рахав», построенная в Германии, прибыла в хайфский порт 12 января 2016 года. Это пятая из шести заказанных субмарин. В церемонии встречи приняли участие президент и премьер-министр Израиля.